# Школьная улица (Салават)
Шко́льная улица — улица в городе Салавате. Расположена в 111-м квартале, в западной части города.

## История
Застройка улицы началась в 1950 году. Улица застроена частными 1-2 этажными частными домами.
Застроена только правая часть улицы.
Слева находится футбольное поле.

## Трасса
Школьная улица начинается от Трудового переулка и заканчивается на Садовой улице.

## Транспорт
По Школьной улице общественный транспорт не ходит.